# امیرحسن دهلوی
امیر نجم‌الدین حسن بن علاء سجزی، معروف به خواجه حسن و امیر حسن دهلوی (زادهٔ ۶۴۹ – درگذشتهٔ ۷۳۷ هجری قمری) از عارفان و شاعران بزرگ پارسی‌گوی قرن هفتم و هشتم هجری قمری در هندوستان است.

## زندگی
امیر نجم‌الدین حسن بن علاء سجزی ملقب به «سعدی هندوستان» زادهٔ ۶۵۰–۶۴۹ ه. ق؛ و درگذشتهٔ ۷۳۸–۷۳۷ ه.ق. از عارفان و شاعران بزرگ پارسی‌گوی قرن هفتم و هشتم هجری قمری در هندوستان است. امیر حسن اصالتاً سیستانی بوده و در هندوستان اقامت داشته‌است. وی کاتب شیخ نظام الدین اولیا و معاصر و دوست صمیمی امیر خسرو دهلوی، و مانند او شاعر دربار شاهان دهلی بود.

## آثار
وی دیوانی شامل قصاید – غالباً در مدح سلطان علاءالدین خلجی – و غزلیات و قطعات و رباعیات و مثنوی – در مدح همین سلطان – دارد، ولی شهرتش بیشتر در غزل‌های شیرین و روان و پرحالی است که در آن همچون فخرالدین عراقی سبک سعدی را به سبک حافظ نزدیک کرده‌است. سبک امیر حسن در میان سبک عراقی و هندی است. به عقیدهٔ شبلی نعمانی «آن پایه از سوز و گداز و جوش و خروشی که در کلام او وجود دارد حتی در کشتهٔ محبت وی – امیر خسرو – هم یافت نمی‌شود».
آثار او تاکنون دو بار و با دو تصحیح متفاوت در جامعهٔ فارسی‌زبان به چاپ رسیده‌است:
- حسن دهلوی: دیوان، (مصحح:) لاله سلامت شایوا، تاجیکستان/دوشنبه: انتشارات عرفان، ۱۳۶۹.[۶]
- دیوان حسن دهلوی (سدهٔ هفتم و هشتم)، (به کوشش:) احمد بهشتی شیرازی و حمیدرضا قلیچ‌خانی، ایران/تهران: انجمن آثار و مفاخر فرهنگی، ۱۳۸۳.[۷]

در زمینهٔ تصوف نیز اثری دارد:
- رسالهٔ مخ‌المعانی، (به کوشش:) آذرمیدخت صفوی، هند/علیگر: دانشگاه اسلامی علیگر، انستیتوی تحقیقات فارسی، انتشارات، ۱۳۸۶.[۸]

## نمونه شعر
| مشتاق تو به هیچ جمالی نظر نکرد         |  | بیمار تو ز هیچ طبیبی دوا نخواست      |
| بر ما دلت نسوخت، ندانم چرا نسوخت       |  | ما را دلت نخواست، ندانم چرا نخواست   |
| ***                                    |  |                                      |
| صد نامه نوشتیم و جوابی ننوشتند         |  | این هم که جوابی ننوشتند جواب است     |
| ***                                    |  |                                      |
| مرا از زلف تو مویی بسنده‌است            |  | فضولی می‌کنم بویی بسنده‌است            |
| چه لشکر می‌کشی بر قلب عشاق              |  | صف مغلوب را هویی بسنده‌است            |
| حسن گر طالب حبل‌المتینی                 |  | ز خوبان تار گیسویی بسنده‌است          |
| و گر محراب خواهی بهر طاعت              |  | از ایشان طاق ابرویی بسنده‌است         |
| ***                                    |  |                                      |
| روزم تو برفروز و شبم را تو نور بخش     |  | کاین کار تست، کار مه و آفتاب نیست    |
| ای محتسب تو خیمه به خمّارخانه زن        |  | بگذر ز ما که مستی ما از شراب نیست    |
| ***                                    |  |                                      |
| عشقبازان دیگرند و عشقسازان دیگرند      |  | آنچه در فرهاد می‌بینم کجا پرویز داشت؟ |
| ***                                    |  |                                      |
| گفتی چرا سخن نکنی چون به من رسی؟       |  | نَظّارهٔ جمال تو خاموشی آوَرَد            |
| ***                                    |  |                                      |
| حال من مسکین به شه حُسن که گوید؟        |  | درد دل موری به سلیمان که رساند؟      |
| بوی سر آن زلف درین کلبه که آرد؟        |  | پیراهن یوسف سوی کنعان که رساند؟      |
| گیرم چو سِکَنَدر همه‌جا می‌رسدم دست         |  | پایم به سر چشمهٔ حَیوان که رساند؟      |
| ***                                    |  |                                      |
| عمریست که من در سر، سودای فلان دارم    |  | یک شهر خبر دارد من از که نهان دارم؟  |
| ***                                    |  |                                      |
| صلح کردم به بوسهٔ دهنت                  |  | چکنم وقت تنگ می‌بینم                  |
| ***                                    |  |                                      |
| مدعیی گفت به لیلی به طنز               |  | رو، که بسی چابک و موزون نه‌ای         |
| لیلی از آن حال بخندید و گفت            |  | با تو چه گویم که تو مجنون نه‌ای       |
| ***                                    |  |                                      |
| بتی چون تو چرا در پرده باشد؟           |  | مگر از ننگ چون من بت‌پرستی            |
| ***                                    |  |                                      |
| خیز ای خطیب، برخوان هر خطبه‌ای که خواهی |  | رویش نگر چو عیدی، ابرو نماز گاهی     |
| یا رب نگاه داری چشم و چراغ ما را       |  | گرچه نکرد هرگز بر حال ما نگاهی       |

## پی‌نوشت
1. ↑  سدارنگانی، پارسی‌گویان هند و سند.
2. ↑  سدارنگانی، پارسی‌گویان هند و سند.
3. ↑  سعید نفیسی، مجلهٔ ارمغان، شمارهٔ ۸–۹، سال ۱۳۰۸، ص۵۷۴.
4. ↑  ترجمهٔ داعی، ج۲، ص۹۷.
5. ↑  سدارنگانی، پارسی‌گویان هند و سند.
6. ↑  دهلوی، حسن دهلوی: دیوان.
7. ↑  دهلوی، دیوان حسن دهلوی.
8. ↑  دهلوی، رسالهٔ مخ‌المعانی.